# Packing (Fußball)
Packing [ˈpækɪŋ] ist eine Methode in der Analyse von Fußballspielen. Sie dient als Grundlage zur Berechnung von Kennzahlen, die die Spielstärke von Spielern oder Mannschaften reflektieren. Dabei wird in einem Spiel zu bestimmten Zeitpunkten geprüft, wie viele Gegenspieler sich noch zwischen ballführendem Spieler und gegnerischem Tor befinden. Diese Anzahl an Gegnern (die ihr eigenes Tor noch verteidigen können) bilden die wesentliche Eingangsgröße für die anschließende Kennzahlberechnung. 
Die im Rahmen der Europameisterschaft 2016 erstmals einer breiteren Öffentlichkeit vorgestellte Methode wurde seit Januar 2014 vom ehemaligen Fußballspieler Stefan Reinartz und seinem vormaligen Teamkollegen Jens Hegeler entwickelt, die dazu gemeinsam die Impect GmbH gegründet haben.
Die Anwendung der Methode setzt im Allgemeinen voraus, dass ein Fußballspiel mit visuellen Mitteln aufgezeichnet wird und damit analysiert werden kann.

## Entwicklung und Methodik
Stefan Reinartz stellte fest, dass die herkömmlichen Parameter wie Ballbesitz, Eckbälle und Torschüsse wenig bis keine Aussagekraft für die Effizienz einer Mannschaft haben. Als Beispiel führt er das WM-Halbfinale 2014 Deutschland gegen Brasilien an. Nach den traditionellen Analysewerten hätte Brasilien als Sieger vom Platz gehen müssen. Tatsächlich verlor Brasilien das Spiel mit 1:7. Nach der Interpretation von Reinartz erzielte Deutschland mehr Tore, weil die Mannschaft „einfach mehr Spieler überspielt“ habe.
Ausgangsüberlegung für das Packing ist damit die Annahme einer steigenden Wahrscheinlichkeit für einen Torerfolg bei abnehmender Anzahl der Verteidiger zwischen ballführendem Angreifer und dem verteidigten Tor: Je weniger Gegner sich zwischen Angreifer und dem gegnerischen Tor befinden, umso weniger können ihn an einem Torabschluss hindern. Ausgehend von diesem Ansatz lassen sich eine Reihe von Kennzahlen sowohl für die offensive als auch für die defensive Leistung von Mannschaften und einzelnen Spielern ableiten.

## Abgeleitete Kennzahlen
Beruhend auf der Packing-Methode haben Reinartz und Hegeler u. a. die folgenden Kennzahlen definiert:

### Aus dem Spiel genommene Gegner als Passgeber
Für jede erfolgreiche Offensivaktion eines Fußballspiels wird gezählt, wie viele Gegner vor und nach der Aktion das eigene Tor noch verteidigen können. Die Differenz entspricht der Anzahl der durch diese Offensivaktion aus dem Spiel genommenen Gegner, da dies die Spieler sind, die dank der Offensivaktion das Tor nicht mehr verteidigen können. Dabei ist es unerheblich, ob es sich bei der Offensivaktion um einen Vertikalpass, einen Diagonalball, oder ein Dribbling handelt. Voraussetzung ist, dass die Offensivaktion erfolgreich war. Das bedeutet, dass der Ball nicht ins Aus fliegt, dass der Passempfänger im selben Team wie der Passgeber ist, und dass dieser den Ball kontrolliert annehmen kann und somit eine zielgerichtete Folgeaktion möglich ist.
Die durch den Passgeber aus dem Spiel genommenen Gegner werden über das Spiel hinweg aufsummiert und bilden die Packing-Rate eines Spielers bzw. einer Mannschaft. Aus dem Spiel genommene Verteidiger werden zusätzlich in einer eigenen Kennzahl gezählt – sie bilden den so genannten Impect. Zu den Verteidigern zählen hierbei die letzten sechs Spieler einschließlich des gegnerischen Torwarts.

### Aus dem Spiel genommene Gegner als Passempfänger
Für jede gelungene Offensivaktion benötigt ein Passgeber auch einen Passempfänger. Daher werden die durch eine Offensivaktion aus dem Spiel genommenen Gegner dem Passempfänger in einer zweiten, unabhängigen Kennzahl angerechnet. Dieser Wert ist besonders für Offensivspieler von Bedeutung und ist ein Indiz dafür, wie oft sich ein Spieler erfolgreich anbietet, sich in freien Räumen zeigt und Bälle behaupten kann.

### Aus dem Spiel genommene Gegner durch Balleroberung
Gelingt es einem Spieler, den Ball in den Besitz seiner Mannschaft zu bringen, so können dadurch ebenfalls Gegner aus dem Spiel genommen werden. Alle Gegner, die sich zum Zeitpunkt der Balleroberung weiter vom gegnerischen Tor entfernt befinden als der ballerobernde Spieler, können dadurch das gegnerische Tor nicht mehr verteidigen.

### Ins Spiel gebrachte Mitspieler durch Balleroberung
Eine Balleroberung kann außerdem dazu führen, dass Mitspieler wieder zurück ins Spiel gebracht werden, da diese das eigene Tor als Resultat der Balleroberung wieder verteidigen können.